# Disco Lies
Disco Lies è il secondo singolo, cantato da Shayna Steele, pubblicato dall'artista di musica elettronica Moby dal suo album del 2008 Last Night. La canzone è stata messa in commercio su iTunes il 21 gennaio 2008 ed è stata inserita nel film horror del 2008 Cloverfield.

## Il video
Il video del brano è stato trasmesso per la prima volta il 14 febbraio 2008 e segue la storia di un giovane pollo che fugge dalla fattoria, dopo aver assistito alla macellazione dei suoi amici. Il video poi riparte 10 anni dopo e mostra il pollo, ormai cresciuto, che in cerca di vendetta per i suoi amici, se la prende con il proprietario di un fast food. Va ricordato che Moby è vegano convinto e acceso sostenitore dei diritti degli animali.
Esistono due finali del video: il primo, maggiormente cruento, vede il pollo cibarsi della gamba del proprietario dopo una scena splatter con tanto di sangue schizzato, mentre il secondo, maggiormente consono per la messa in onda televisiva, vede sì la morte del proprietario ma il pollo tira fuori semplicemente i suoi occhiali da una ciotola una volta che se la spassa con le ragazze.

## Tracce

### CD Mute 387
1. "Disco Lies" - 3:23
2. "Clef" - 3:34

### LCD Mute 387
1. "Disco Lies" - 3:23
2. "Clef" - 3:34
3. "Disco Lies" (Spencer & Hill Remix) - 6:13
4. "Disco Lies" (Eddie Thoneick Dynamik Dub!) - 6:35
5. "Disco Lies" (Diskokaine Fried Chicken Remix) - 5:59
6. "Disco Lies" (Jacques Renault Remix) - 6:34
7. "Disco Lies" (The Dusty Kid's Fears Remix) - 9:04
8. "Disco Lies" (Video: Censored Version) 3:26

## Classifiche
| Chart (2008)              | Peak position |
| ------------------------- | ------------- |
| Austrian Singles Chart    | 21            |
| Belgian Singles Chart     | 4             |
| Bulgarian National Top 40 | 4             |
| Canadian Hot 100          | 46            |
| German Singles Chart      | 8             |
| Italian Singles Chart     | 25            |
| Polish National Top 50    | 13            |
| Romanian Singles Chart    | 21            |
| Swedish Singles Chart     | 53            |
| Swiss Singles Chart       | 10            |
| Turkish Top 20 Chart      | 20            |